# ICESat-2

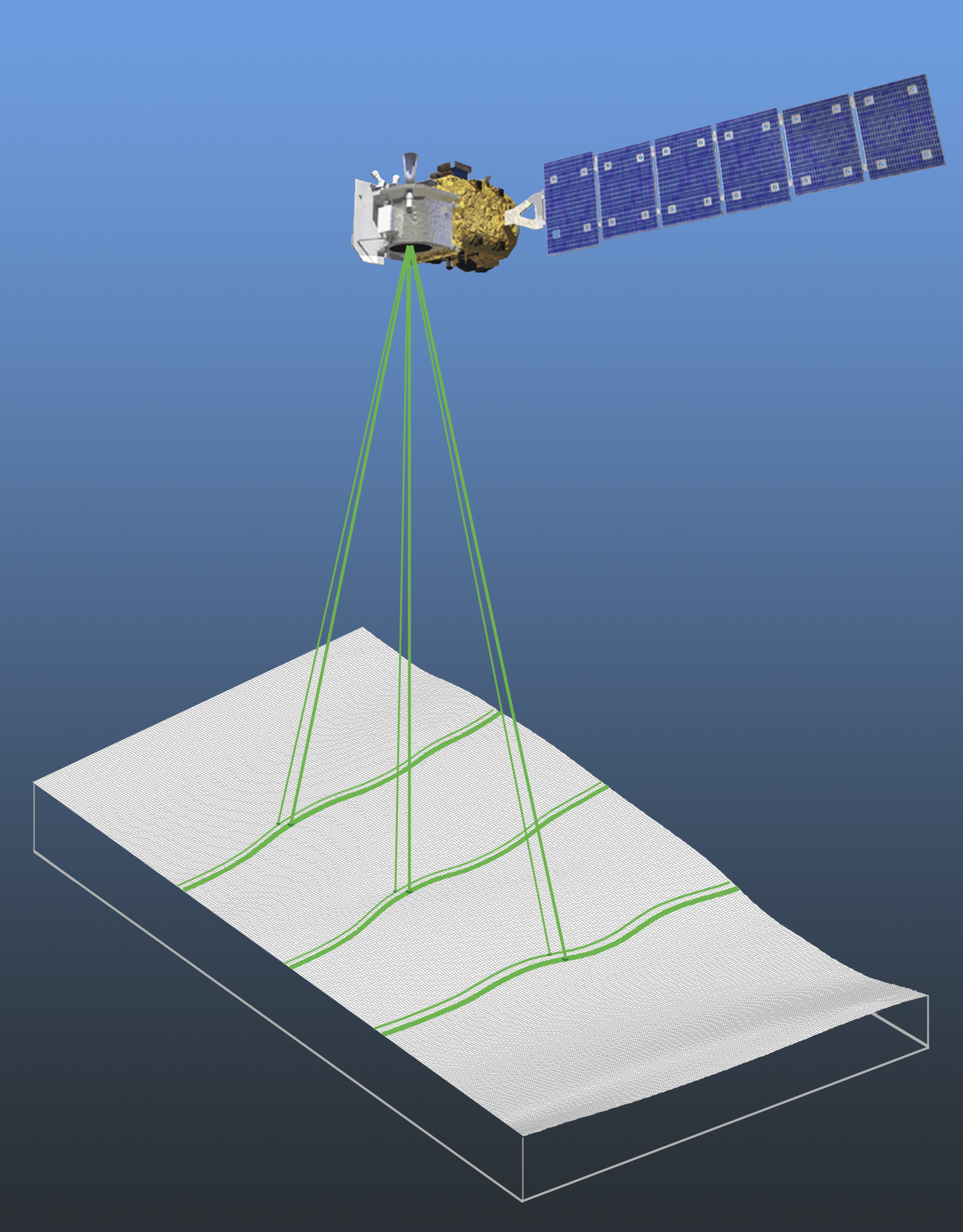
Messprinzip

ICESat-2 ist ein Projekt des Goddard Space Flight Centers der NASA und Nachfolger des Erdbeobachtungssatelliten ICESat.
Im August 2011 wurde Orbital ATK mit der Entwicklung und dem Bau des Satelliten beauftragt. Er ist mit einem Lidar-System ausgerüstet, das sechs Strahlen mit grünem Laserlicht verwendet, um das Höhenprofil der polaren Eiskappen zu vermessen.
Der Start des Satelliten erfolgte am 15. September 2018 mit der letzten Delta II; er befindet sich seit dem 7. Dezember 2018 im operativen Betrieb. Zwischenzeitlich, nach dem Ausfall von ICESat 2009, hatte die NASA mit der Operation IceBridge Flugzeuge zur Überwachung des Polareises eingesetzt.